# Șeica Mică (gmina)
Șeica Mică – gmina w Rumunii, w okręgu Sybin. Obejmuje miejscowości Soroștin i Șeica Mică. W 2011 roku liczyła 1589 mieszkańców.